# 拉莫特伯夫龙站
拉莫特伯夫龙站是法国的一个铁路车站，位于法国中部卢瓦-谢尔省市镇拉莫特伯夫龙。

## 位置
拉莫特伯夫龙站位于拉莫特伯夫龙的西南部，伯夫龙河（Le Beuvron）左岸，距离市镇中心大约350米。车站大致呈南北走向，开口朝东。站前有一处大型停车场。

## 车站概况
拉莫特伯夫龙站是一个小型铁路车站，主要以通勤客流为主。该站配有人工窗口和自动售票机，但因该站人流量较小，其人工窗口的服务时间仅限于工作日高峰时段。
拉莫特伯夫龙站设有地下通道，并设有残疾人无障碍通道，可连接车站两侧。

## 停靠线路
以下列车线路在拉莫特伯夫龙站停靠：
| 拉莫特伯夫龙站列车线路表        |      |              |                       |              |
| 线路                            | 车种 | 上一站       | 下一站                | 大致运行频率 |
| 奥尔良—维耶尔宗/布尔日/讷韦尔   | TER  | 圣欧班小城堡 | 努昂勒弗泽列/萨勒布里 | 每天6趟左右  |
| 奥尔良—沙托鲁/阿尔让通/拉苏特兰 | TER  | 圣欧班小城堡 | 努昂勒弗泽列          | 每天4趟左右  |
| 奥尔良—拉苏特兰/利摩日          | TER  | 圣欧班小城堡 | 努昂勒弗泽列          | 每天1趟      |

## 配套交通

### 长途汽车
拉莫特伯夫龙站对应的大巴车上下车地点位于车站前方的广场上。
| 停靠萨勒布里站的大巴车 |              |                                                                                      |
| 上下车地点             | 运营单位     | 主要目的地                                                                           |
| 拉莫特伯夫龙站门口广场 | Rémi-Route41 | 2Yvoy-le-Marron · Villeny · La Ferté-St-Cyr · Chambord · Huisseau-sur-Cosson · Blois |
| 拉莫特伯夫龙站门口广场 | SNCF         | （当某条铁路线施工或罢工时，SNCF可能会提供途径该线路沿途站点的大巴车）               |
| 1. 2. 3.               |              |                                                                                      |

### 城市公共交通
拉莫特伯夫龙站附近暂无市区公交线路。

### 社会车辆
拉莫特伯夫龙站门口可以停靠出租车及少量社会车辆。

## 临近车站
| 拉莫特伯夫龙站（Gare de Lamotte-Beuvron） |                    |                        |
| 上行车站                                  | 线路               | 下行车站               |
| 圣欧班小城堡站 15.8km ←                   | 奥尔良－蒙托邦铁路 | 努昂勒弗泽列站 → 6.8km |
| - 本表仅显示运营中的线路及车站            |                    |                        |